# 萨利斯迪萨拉特
萨利斯迪萨拉特（法語：Salies-du-Salat，法語發音：[salis dy salat]；或意译作萨拉特河畔萨利斯）是法国上加龙省的一个市镇，属于圣戈当区。

## 地名
该地名“Salies-du-Salat”发音为[salis dy salat]，“Salies”的末尾字母“s”和“Salat”的末尾字母“t”发音，《世界地名翻译大辞典》与《世界地名译名词典》将其误译作“萨利迪萨拉”。

## 地理
萨利斯迪萨拉特（43°6'12"N, 0°57'31"E）面积6.81 平方千米，位于法国奧克西塔尼大區上加龙省，该省份为法国西南部内陆省份，西南端与西班牙接壤，自此顺时针与上比利牛斯省、热尔省、塔恩-加龙省、塔恩省、奥德省和阿列日省接壤。
与萨利斯迪萨拉特接壤的市镇（或旧市镇、城区）包括：卡萨涅、马讷、马尔苏拉、萨拉特河畔马泽尔、蒙索内斯、图耶。
萨利斯迪萨拉特的时区为UTC+01:00、UTC+02:00（夏令时）。

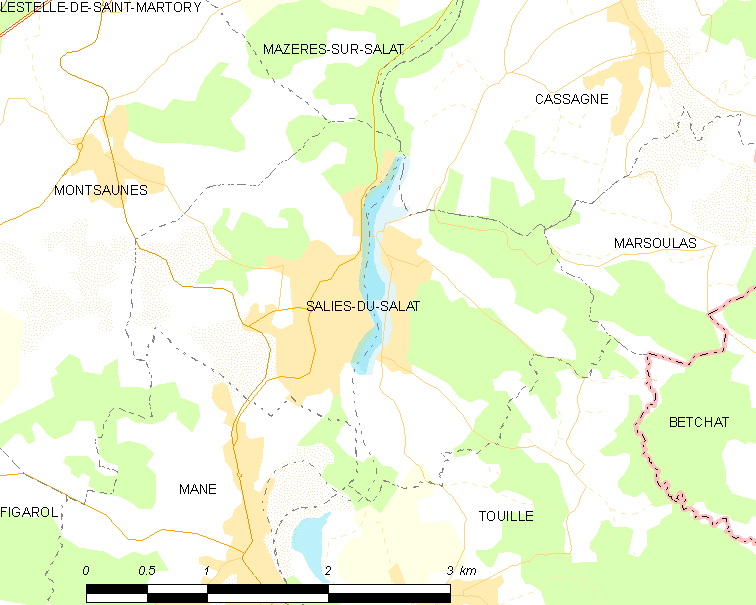
萨利斯迪萨拉特的OSM定位图

## 行政
萨利斯迪萨拉特的邮政编码为31260，INSEE市镇编码为31523。

## 政治
萨利斯迪萨拉特所属的省级选区为巴涅尔德吕雄县。

## 人口

1962-2008年间萨利斯迪萨拉特人口变化图示

萨利斯迪萨拉特于2022年1月1日时的人口数量为1737人。